# Ким Кукхјанг
Ким Кук-хјанг (романизовано са корејског: Kim Kuk-hyang; Пјонгјанг, 4. април 1999) елитна је скакачица у воду и репрезентативка Северне Кореје у овом спорту. Њена специјалност су скокови са торња са висине од 10 метара. 
Највећи успех у каријери остварила је на Светском првенству у скоковима у воду 2015. у руском Казању где је у дисциплини скокови са торња изненађујуће освојила златну медаљу. Уједно је то прва златна медаља за Северну Кореју на светским првенствима у воденим спортовима у историји.
На светском првенству 2017. у Будимпешти освојила је сребрну медаљу у синхронизованим скоковима са торња (у пару са Ким Мире).